# Bathilde de Schaumbourg-Lippe
La princesse Bathilde de Schaumbourg-Lippe (allemand : Prinzessin Bathildis Marie Leopoldine Anna Auguste zu Schaumburg-Lippe; 21 mai 1873 – 6 avril 1962), est la fille de Guillaume de Schaumbourg-Lippe, et l'épouse de Frédéric de Waldeck-Pyrmont.

## Famille
Bathildis est née à Ratibořice, Royaume de Bohême (aujourd'hui République tchèque), le sixième enfant et la deuxième fille de Guillaume de Schaumbourg-Lippe (1834-1906), (fils de Georges-Guillaume de Schaumbourg-Lippe et Ida de Waldeck-Pyrmont) et de son épouse, Bathilde d'Anhalt-Dessau (1837-1902), (fille de Frédéric-Auguste d'Anhalt-Dessau et Marie-Louise-Charlotte de Hesse-Cassel).

## Mariage
Bathilde épouse le 9 août 1895 à Náchod, son cousin au second degré, Frédéric de Waldeck-Pyrmont (1865-1946), sixième enfant et fils aîné de Georges-Victor de Waldeck-Pyrmont et de sa première épouse, Hélène de Nassau.
Ils ont quatre enfants:
- Josias de Waldeck-Pyrmont (13 mai 1896 – 30 novembre 1967), épouse en 1922 Altburg d'Oldenbourg
- Maximilien Guillaume Gustave Herman de Waldeck-Pyrmont (13 septembre 1898 – 23 février 1981)
- Hélène de Waldeck-Pyrmont (1899-1948) (en) (22 décembre 1899 – 18 février 1948)
- Georges Wilhelm Karl Victor de Waldeck-Pyrmont (10 mars 1902 – 14 novembre 1971)